# 12134 Hansfriedeman
12134 Hansfriedeman eller 2574 P-L är en asteroid i huvudbältet som upptäcktes den 24 september 1960 av den nederländsk-amerikanske astronomen Tom Gehrels och det nederländska astronomparet Ingrid van Houten-Groeneveld och Cornelis Johannes van Houten vid Palomarobservatoriet. Den är uppkallad efter journalisten Johannes Lambertus Maria Friedeman.
Asteroiden har en diameter på ungefär 9 kilometer.